# Etnia balinesa
La etnia balinesa (en indonesio: Suku Bali, en Balinés: ᬳᬦᬓ᭄‌ᬩᬮᬶ (Ânak Bali)/ᬯᭀᬂᬩᬮᬶ/(Wång Bali)/ᬓ᭄ᬭᬫᬩᬮᬶ (Kramâ Bali)) es un grupo étnico austronesio originario de la isla indonesia de Bali. La población balinesa de 4,2 millones (el 1,7 % de la población de Indonesia) vive principalmente en la isla de Bali, lo que representa el 89 % de la población de la isla. También pueden encontrarse una gran cantidad de habitantes en la isla de Lombok y en las regiones orientales de Java (por ejemplo, el municipio de Banyuwangi).

## Orígenes

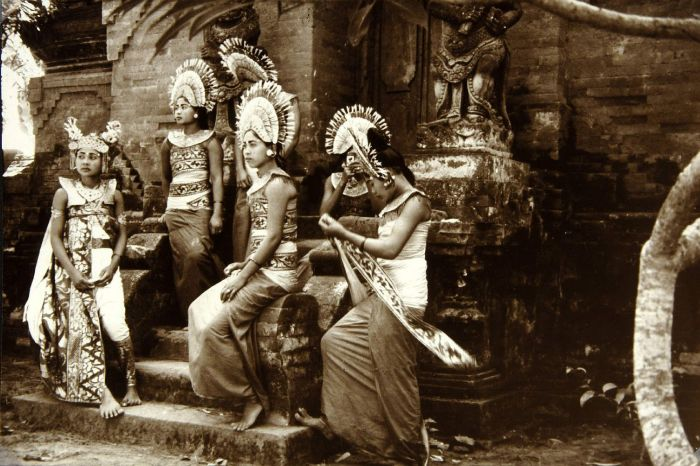
Bailarines balineses, hacia 1920–1940.

Los balineses se originaron a partir de tres períodos de migración. Las primeras oleadas de inmigrantes vinieron de Java y Kalimantan en tiempos prehistóricos y fueron de origen proto-malayo. La segunda ola de balineses llegó lentamente a lo largo de los años desde Java durante el período hindú. La tercera y última oleada vino de Java, entre los siglos XV y XVI, casi al mismo tiempo que la conversión al Islam en Java, lo que provocó que los aristócratas y campesinos huyeran a Bali después del colapso del Imperio mayapajit para escapar de la conversión islámica de Mataram. Esto a su vez transformó la cultura balinesa en una forma sincrética de la cultura javanesa clásica mezclada con muchos elementos balineses.
Un estudio de ADN realizado en 2005 por Karafet et al. encontró que el 12 % de los cromosomas Y de los balineses son probablemente de origen indio, mientras que el 84 % es de origen austronesio probable y el 2 % de origen melanesio.

## Cultura

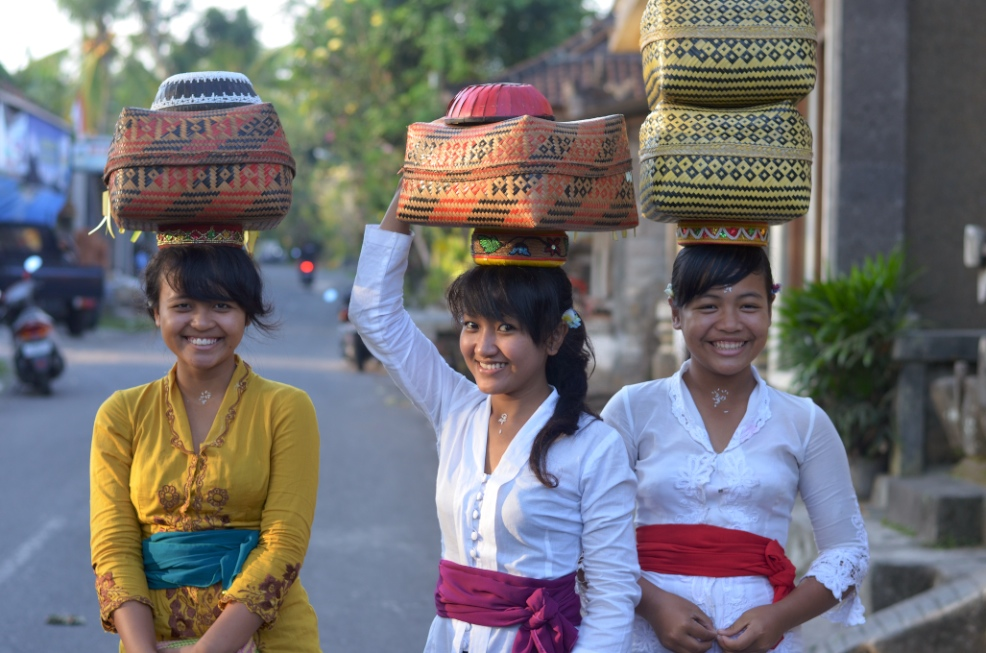
Chicas balinesas vistiendo una kebaya.

La cultura balinesa es una mezcla de religión balinesa hindú-budista y costumbres balinesas. Es quizás más conocido por su danza, teatro y escultura. La isla también es conocida por el teatro, entre los que se encuentran el Wayang kulit o las sombras chinescas. Incluso en las aldeas rurales y abandonadas, los templos son bastante comunes; y también lo son los jugadores de gamelan y los actores talentosos. Según el historiador de arte mexicano José Miguel Covarrubias, las obras de arte hechas por los artistas balineses se consideran una forma de ofrenda espiritual y, por lo tanto, a estos artistas no les importa el reconocimiento de sus obras.  Los artistas balineses también son expertos en la duplicación de obras de arte.
La cultura es conocida por su uso del gamelán en la música y en varios eventos tradicionales de la sociedad balinesa. Cada tipo de música está designado para un tipo específico de evento. Por ejemplo, la música para un piodalan (celebración de cumpleaños) es diferente de la música utilizada para una ceremonia de metatah (rechinar los dientes), como lo es para bodas, Ngaben (ceremonia de cremación de los muertos), Melasti (ritual de purificación), etc. Los diversos tipos de gamelanes también se especifican de acuerdo con los diferentes tipos de danza en Bali. Según Walter Spies, el arte del baile es una parte integral de la vida balinesa, así como un elemento crítico interminable en una serie de ceremonias o para intereses personales.
Tradicionalmente, la visualización de los senos femeninos no se considera inmodesta. Las mujeres balinesas a menudo se pueden ver con el torso desnudo; sin embargo, sí se considera inmodesto la visualización del muslo. En la Bali moderna, estas costumbres normalmente no se observan estrictamente, pero a los visitantes que visitan los templos balineses se les recomienda cubrir sus piernas.
En el sistema de nombres balinés, el rango de nacimiento o casta de una persona se refleja en el nombre.

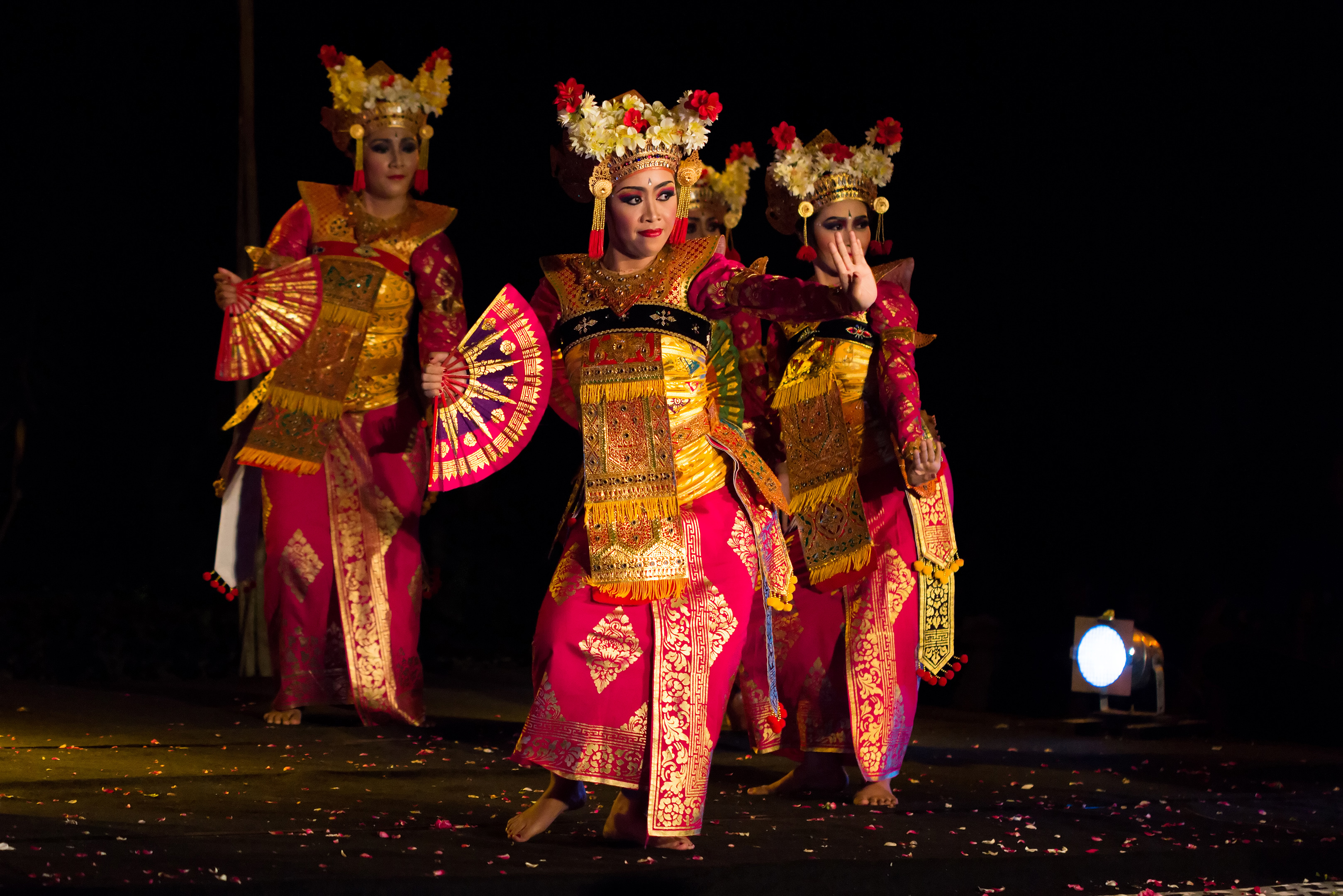
Danza legong
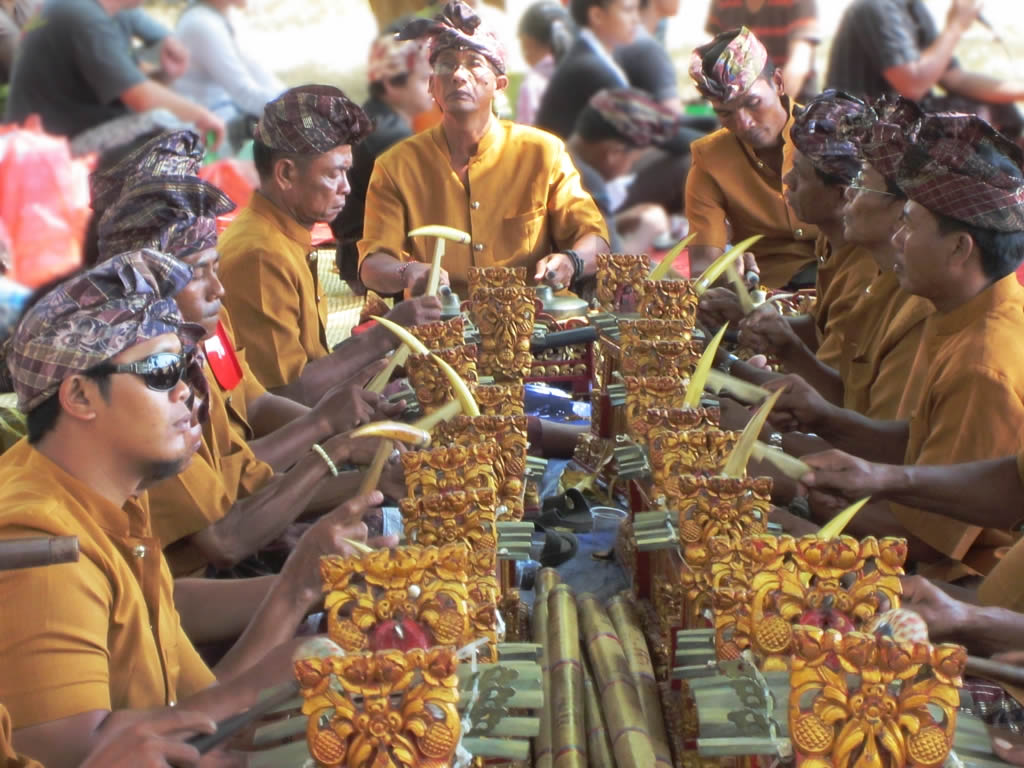
Gamelán balinés
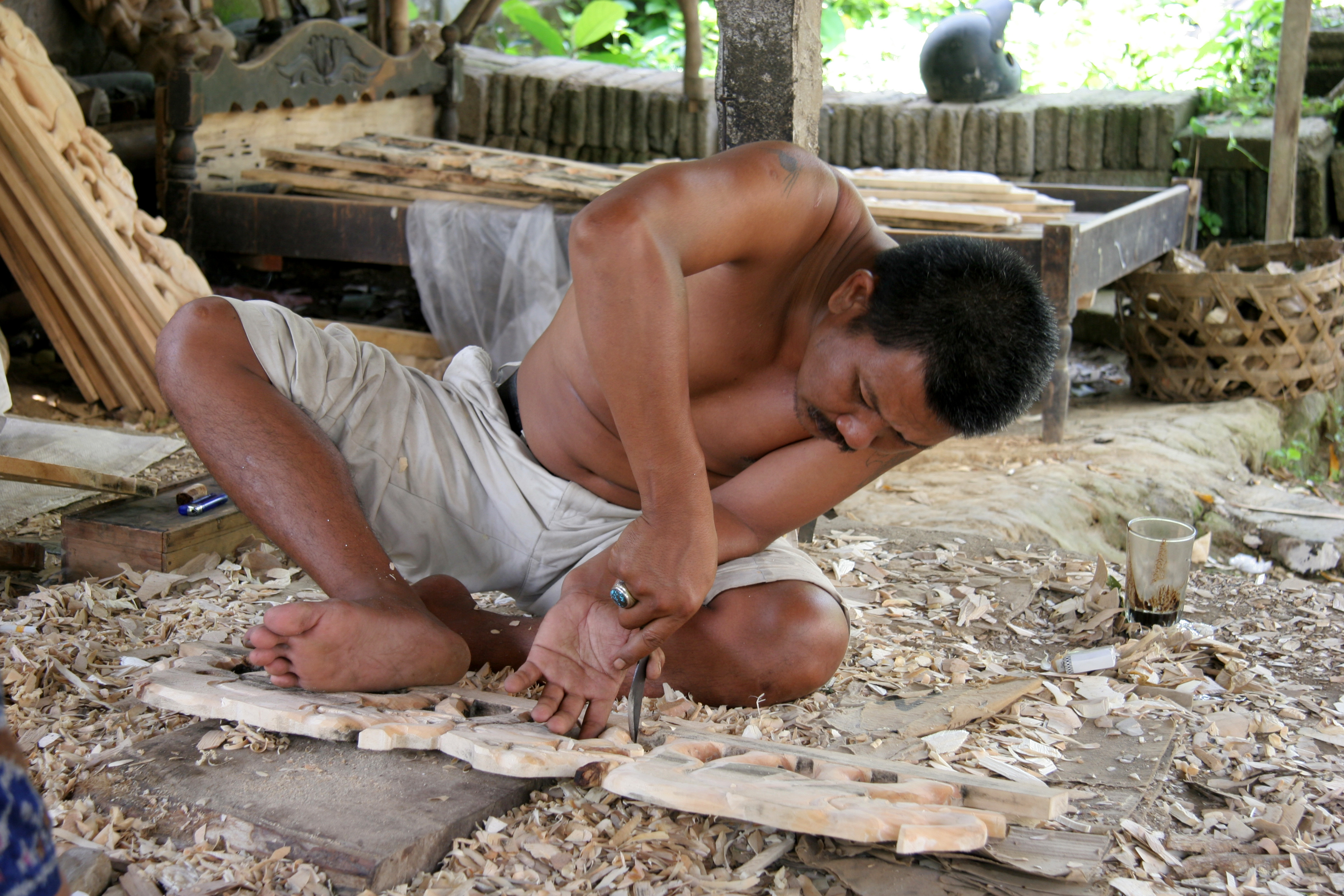
Tallador de madera balinesa
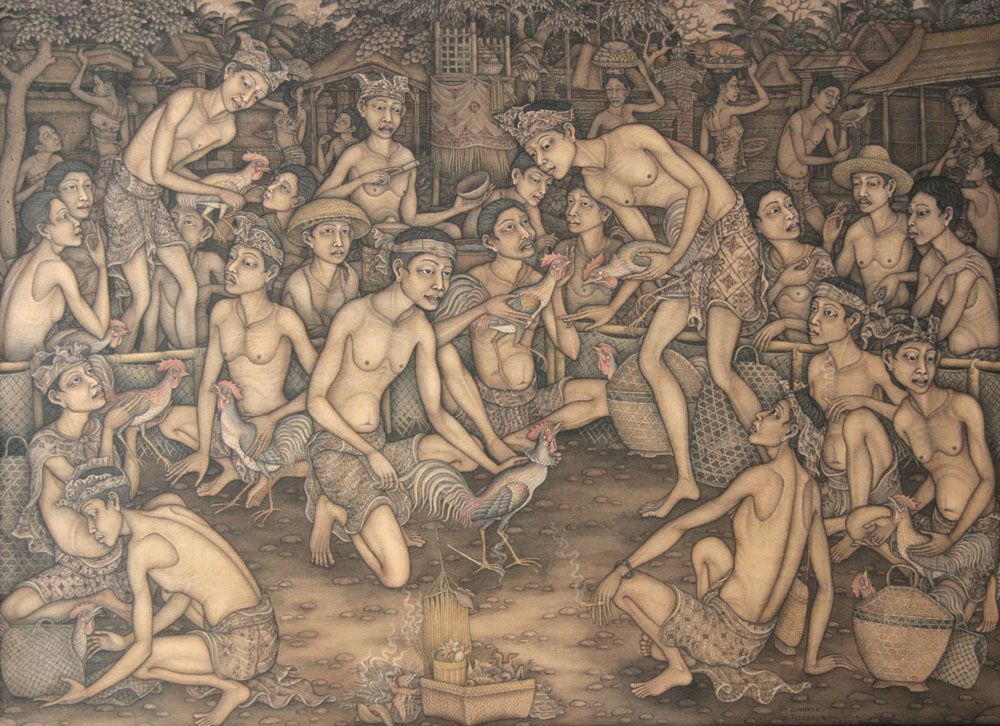
Pintura balinesa

### Puputan
Un puputan es un acto de suicidio en masa a través de ataques frontales en la batalla, y fue notado por primera vez por los neerlandeses durante la colonización de Bali. El último acto de puputan fue durante la guerra de Independencia de Indonesia, con el teniente coronel I Gusti Ngurah Rai como líder en la batalla de Margarana. El aeropuerto de Bali lleva su nombre en conmemoración.

## Religión

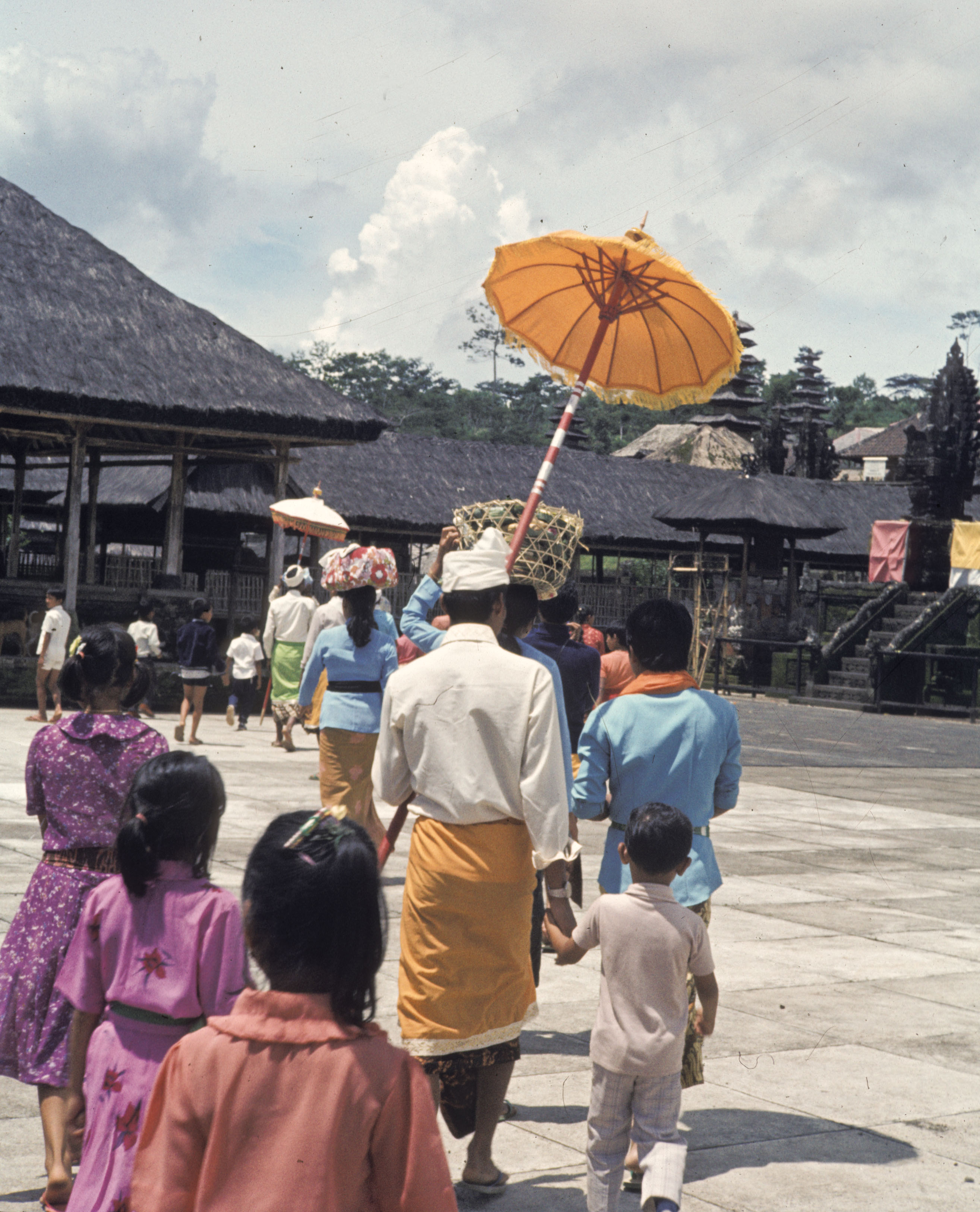
Los balineses traen ofrendas al templo.

La gran mayoría de los balineses creen en Agama Tirta, «religión del agua bendita». Es una secta shivaita del hinduismo. Se dice que los sacerdotes indios introdujeron a la gente en la literatura sagrada del hinduismo y el budismo hace siglos. La gente lo aceptó y lo combinó con sus propias mitologías pre-hindúes. Los balineses de antes de la tercera ola de inmigración, conocidos como Bali Aga, en su mayoría no son seguidores de Agama Tirta, pero conservan sus propias tradiciones animistas.

## Festivales

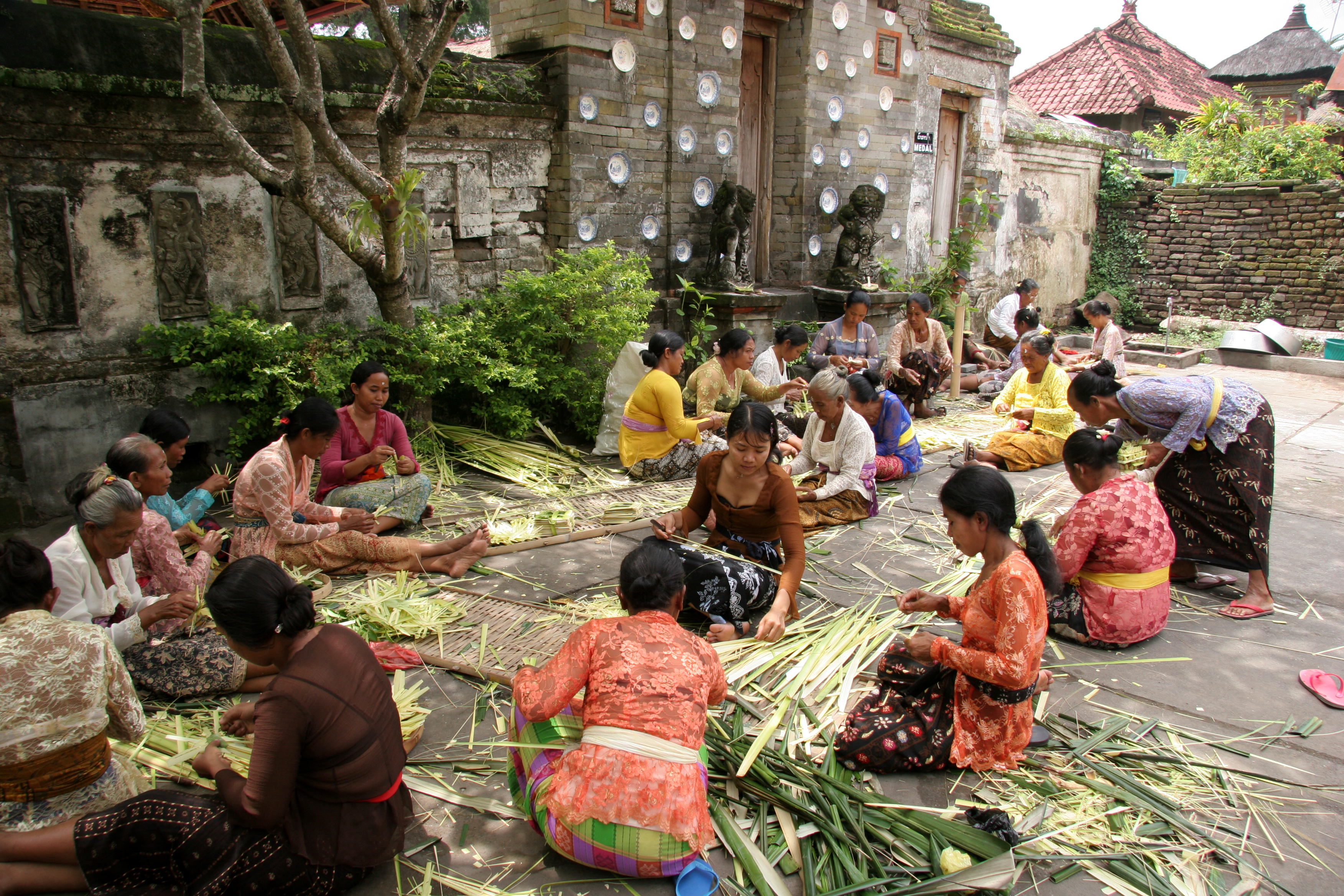
Mujeres balinesas preparándose para un festival religioso.

Los balineses celebran múltiples festivales, como el «Carnaval de Kuta», el «Festival de la aldea de Sanur» y el «Festival de cometas de Bali», donde los participantes vuelan cometas con forma de pez, pájaro y hoja, mientras que una orquesta toca música tradicional.